# Urszula Płażewska
Urszula Płażewska z domu Zapart (ur. 26 stycznia 1936 w Łodzi) – polska polityk, posłanka na Sejm PRL VIII kadencji.

## Życiorys
Córka Czesława i Heleny. Pracowała jako mistrz w Zakładach Przemysłu Pończoszniczego „Feniks” w Łodzi. W latach 1951–1956 należała do Związku Młodzieży Polskiej. 16 grudnia 1954 została członkinią Polskiej Zjednoczonej Partii Robotniczej. Od 1957 pełniła funkcje partyjne – była grupową partyjną, członkinią egzekutywy i I sekretarzem POP oraz członkiem egzekutywy Komitetu Zakładowego. W 1975 zasiadła w egzekutywie Komitetu Łódzkiego oraz w Komitecie Centralnym PZPR, była delegatem na VII zjazd partii, a także ukończyła Wieczorowy Uniwersytet Marksizmu-Leninizmu. W 1979 uzyskała wykształcenie średnie zawodowe w Technikum dla Przodujących Robotników. W latach 1980–1985 pełniła mandat posłanki na Sejm PRL VIII kadencji w okręgu Łódź Śródmieście. Zasiadała w Komisji Przemysłu Lekkiego, Komisji Zdrowia i Kultury Fizycznej, Komisji Skarg i Wniosków, Komisji Odpowiedzialności Konstytucyjnej oraz w Komisji Polityki Społecznej, Zdrowia i Kultury Fizycznej.
Otrzymała tytuł i odznakę Zasłużonego Pracownika Przemysłu Lekkiego.
Była ławnikiem do Sądu Rejonowego w Łodzi na kadencję 1995–1998.